# Centre for European Policy Studies
Centre for European Policy Studies (Centrum Studiów nad Polityką Europejską) – think tank z siedzibą w Brukseli. Założony został w 1983 jako pierwsza, niezależna jednostka tego typu zajmująca się przede wszystkim problematyką integracji europejskiej. Od 2009 CEPS należy do czołówki światowych think tanków. Zajął miejsce w czołowej 10 na światowej liście 3800 think tanków poza USA opublikowanej przez amerykański Uniwersytet Pensylwanii.